# Hiram Kinsman Evans
Hiram Kinsman Evans (* 17. März 1863 im Walnut Township, Wayne County, Iowa; † 9. Juli 1941 in Corydon, Iowa) war ein US-amerikanischer Politiker. Zwischen 1923 und 1925 vertrat er den Bundesstaat Iowa im US-Repräsentantenhaus.

## Werdegang
Hiram Evans besuchte die öffentlichen Schulen seiner Heimat einschlich der High Schools in Seymour und Allerton. Nach einem anschließenden Jurastudium an der University of Iowa in Iowa City und seiner im Jahr 1886 erfolgten Zulassung als Rechtsanwalt begann er in Holdrege (Nebraska) in seinem neuen Beruf zu praktizieren. Bereits 1887 kehrte er nach Iowa zurück, wo er sich zunächst in Seymour und dann ab 1889 in Corydon niederließ. Dort arbeitete er als Rechtsanwalt. Von 1891 bis 1895 war Evans Bezirksstaatsanwalt im Wayne County.
Politisch war Evans Mitglied der Republikanischen Partei. In den Jahren 1896 und 1897 saß er als Abgeordneter im Repräsentantenhaus von Iowa. Zwischen 1897 und 1904 gehörte er dem Vorstand der University of Iowa an. Außerdem war er von 1901 bis 1903 Bürgermeister der Gemeinde Corydon. Zwischen 1904 und 1923 war Evans Richter im dritten Gerichtsbezirk von Iowa.
Nach dem Rücktritt des Kongressabgeordneten Horace Mann Towner, der zum Gouverneur von Puerto Rico ernannt worden war, wurde Evans 1923 als Kandidat seiner Partei im achten Wahlbezirk von Iowa in das US-Repräsentantenhaus in Washington, D.C. gewählt. Dort trat er am 4. Juni 1923 sein neues Mandat an. Da er bei den regulären Kongresswahlen des Jahres 1924 nicht mehr kandidierte, konnte er bis zum 3. März 1925 nur die angebrochene Legislaturperiode seines Vorgängers beenden.
Nach dem Ende seiner Zeit im US-Repräsentantenhaus arbeitete Evans wieder als Anwalt in Corydon. Zwischen 1927 und 1933 war er Mitglied im Begnadigungsausschuss seines Heimatstaates. Danach hat er keine weiteren politischen Ämter mehr bekleidet. Hiram Evans starb am 9. Juli 1941 in seinem Heimatort Corydon.